# Marco Antonetto

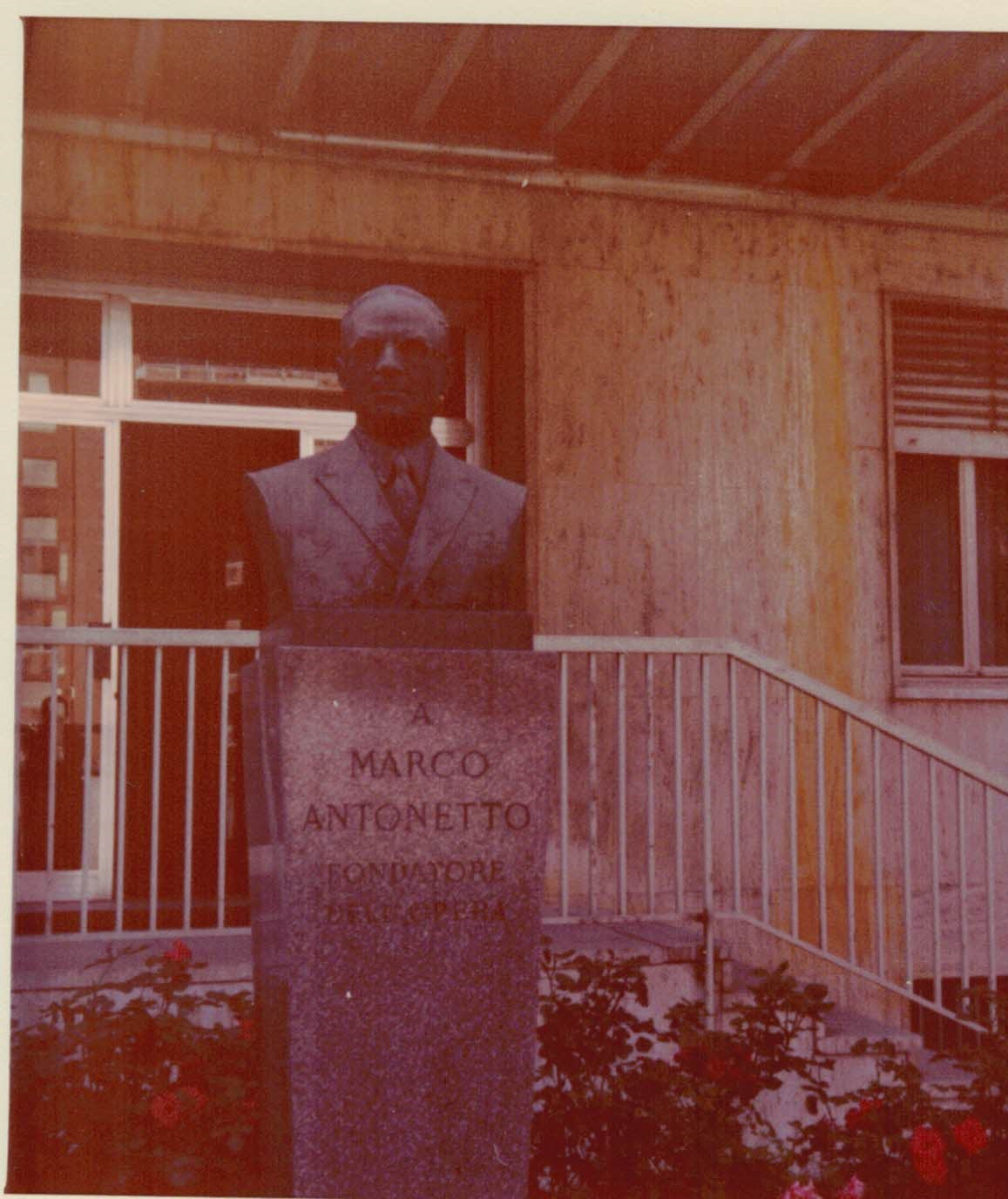
Istituto Marco Antonetto

Marco Antonetto (San Mauro Torinese, 24 febbraio 1893 – Torino, 20 marzo 1955) è stato un imprenditore, dirigente sportivo, e benefattore italiano.

## Biografia
Inizia la sua attività come grossista di medicinali, essendo concessionario di alcune case farmaceutiche francesi e tedesche. Agli inizi degli anni 20 del XX secolo, rileva e sviluppa uno dei più vecchi laboratori farmaceutici torinesi, il Laboratorio Chimico Subalpino. Fonda quindi lo stabilimento chimico-farmaceutico che porta il suo nome: ubicato in Via Volta 5, è specializzato in prodotti farmaceutici e in polveri per acqua da tavola. Nel 1921, a soli 28 anni, Vittorio Emanuele III lo nomina Cavaliere dell'Ordine della Corona d'Italia, in considerazione di particolari benemerenze: è il più giovane Cavaliere d'Italia.
Ha inventato prodotti come eufonina, salitina, euchessina. Quest'ultima ha rappresentato il primo messaggio radiofonico con musica, andato in onda nel 1927: Antonetto aveva intuito rapidamente l'importanza di questo tipo di pubblicità.
L'attività industriale risente pesantemente dei bombardamenti di Torino del 1942 e 1944, ma nel dopoguerra ricostruisce l'azienda dalle distruzioni belliche. 
Per motivi di salute, negli anni successivi il figlio Carlo subentra gradualmente nella direzione. 
Pioniere dello sport e corridore ciclista, è stato per 25 anni membro del consiglio direttivo della squadra di calcio "Torino": nel 1933 poi ne ha tenuto la reggenza facendo parte della commissione presieduta dal prof. Ottorino Uffreduzzi e dal conte Enrico Marone. 
Oltre all'attività industriale e sportiva, è stato anche un benefattore: ha fondato un istituto, ubicato in Via Villardora 220, che ospitava una casa di riposo per donne sole ed anziane.
Antonetto, il cui nome è stato legato per più di vent'anni alla vita industriale e sportiva di Torino, si spenge per collasso cardiaco nella sua abitazione in Via Volta, all'alba del 20 marzo 1955.
Alcuni anni dopo il suo nome sarà per sempre associato al famoso digestivo, lanciato nel 1960 dai caroselli con Nicola Arigliano e dalla famosa immagine del creativo torinese Armando Testa esposta al MoMA di New York.

## Vita privata
All'anagrafe Marco Luigi, nel 1917 è stato esentato dall'obbligo di leva militare. Ha sposato Rosetta Rosso nel 1914 ed ha lasciato 3 figli: Aurora, Carlo e Maria Grazia.